# Herentals
Herentals /ˈheːrə(n)tɑls/ est une ville néerlandophone de Belgique située en Région flamande dans la province d'Anvers, dans la Campine anversoise. Elle se situe sur la Petite Nèthe et le canal Albert. La ville est le chef-lieu du canton électoral et canton judiciaire de Herentals (nl).
La ville a été fondée au début du XIIIe siècle[réf. nécessaire]. Herentals a par conséquent un centre historique où sont situées l'église Sainte-Waudru et les halles aux draps (De Lakenhal).

## Héraldique
|  | La ville possède des armoiries qui lui ont été octroyées le 6 octobre 1819. La couleur de l'arbre a été changée le 9 janvier 1841 et les armoiries confirmées le 9 mai 1989. Le blason de Herentals a toujours représenté un arbre. Les historiens ne sont pas d'accord sur l'origine de l'arbre qui a pris diverses formes au fil des siècles. Une image des armoiries aux couleurs historiquement correctes, rouge et blanc, apparaît pour la première fois vers 1536. On ignore pourquoi en 1819 les armes ont été attribuées avec un arbre doré. Cela a été corrigé en 1841. Blasonnement : De gueules à un arbre d'épine d'argent. (Traduction libre) Source du blasonnement : Heraldy of the World. |

## Géographie

### Sections de la commune
| # | Section     | Superf. (km²) | Habitants (2020) | Habitants par km² | Code INS |
| - | ----------- | ------------- | ---------------- | ----------------- | -------- |
| 1 | Herentals   | 29,66         | 20.933           | 706               | 13011A   |
| 2 | Morkhoven   | 5,24          | 2.124            | 406               | 13011C   |
| 3 | Noorderwijk | 13,06         | 5.208            | 399               | 13011B   |

### Communes limitrophes
| Vorselaar               | Lille     | Kasterlee |
| Grobbendonk, Herenthout | Herentals | Olen      |
| Heist-op-den-Berg       |           | Westerlo  |

## Démographie

### Évolution démographique: Avant la fusion des communes
- Sources : INS, Rem.: 1831 jusqu'en 1970 = recensements, 1976 = nombre d'habitants au 31 décembre[4].

### Évolution démographique: Commune fusionnée
Graphe de l'évolution de la population de la commune (la commune de Herentals étant née de la fusion des anciennes communes de Herentals, de Morkhoven et de Noorderwijk, les données ci-après intègrent les trois communes dans les données avant 1977).
- Source : DGS - Remarque: 1806 jusqu'à 1981=recensement; depuis 1990=nombre d'habitants chaque 1er janvier[5]

## Histoire

### Époque contemporaine
La bataille de Herentals oppose le 29 octobre 1798, les Républicains français aux paysans insurgés lors de la guerre des Paysans de 1798.

## Politique et administration

### Jumelages
- IJsselstein (Pays-Bas)

## Population et société

### Folklore
Cortège carnavalesque en hiver, mais sans règle précise pour la date.

### Personnalités liées à la ville
- Charles Fraikin (1817-1893), sculpteur, est né à Herentals.
- Frans Francken le Vieux est né à Herentals.
- Pieter Jozef-Verhaghen (XVIIIe siècle) est né à Herentals.
- Stefaan Vaes (1976-), mathématicien, Prix Francqui 2015
- Rik Van Looy, né le 20 décembre 1933 à Grobbendonk, coureur cycliste belge surnommé L'Empereur de Herentals.
- Jurgen Van den Broeck, né le 1er février 1983 à Herentals est un coureur cycliste belge.
- Johan Verstrepen, né le 21 octobre 1967 à Herentals, coureur cycliste belge,
- Geert Omloop, (né le 12 février 1974 à Herentals) coureur cycliste belge
- Paul Herijgers, né le 22 novembre 1962 à Herentals est un coureur cycliste belge, champion du monde de cyclo-cross en 1994.
- Jan Peeters, né le 12 janvier 1963 à Herentals est un homme politique belge flamand, membre du Sp.a, bourgmestre en fonction à Herentals.
- Mario Aerts, né le 31 décembre 1974 à Herentals, coureur cycliste belge,
- Bart Wellens, né le 10 août 1978 à Herentals est un coureur cycliste belge, champion du monde de cyclo-cross en 2003 et 2004.
- Bart Leysen, né le 10 février 1969 à Herentals est un coureur cycliste belge.
- Bart Van Loo, né le 1er février 1973 à Herentals, écrivain
- Wout van Aert, né le 15 septembre 1994 à Herentals est un coureur cycliste belge.
- Jordi Van Dingenen, coureur cycliste né à Herentals le 18 juin 1996.
- Céline Van Ouytsel, née en 1995 est Miss Belgique 2020

## Culture et patrimoine

### Lieux et monuments
- Fondé au XIIIe siècle, le béguinage connut une grande prospérité mais, détruit par les iconoclastes en 1578, il dut être reconstruit. Les maisons encadrent un jardin où se dresse une église de style gothique (1614).
- Église Sainte-Waudru.

## Économie
Il y a une grande usine qui fabrique des produits spécialisés pour la cuisine comme des casseroles et des poêles.

## Sport
- Hockey sur glace: HYC Herentals

## Banques de données, dictionnaires et encyclopédies
- (nl) Site officiel
- Ressource relative à la musique :   - MusicBrainz
- Notice dans un dictionnaire ou une encyclopédie généraliste :   - Enciclopedia De Agostini
- Notices d'autorité :   - VIAF
  - BnF (données)
  - LCCN
  - GND
  - Israël
  - Tchéquie
  - WorldCat